# ان‌جی‌سی ۷۵۳۷
ان‌جی‌سی ۷۵۳۷ (انگلیسی: NGC 7537) نام یک کهکشان مارپیچی در صورت فلکی ماهی است.